# Christian Ludwig Runde

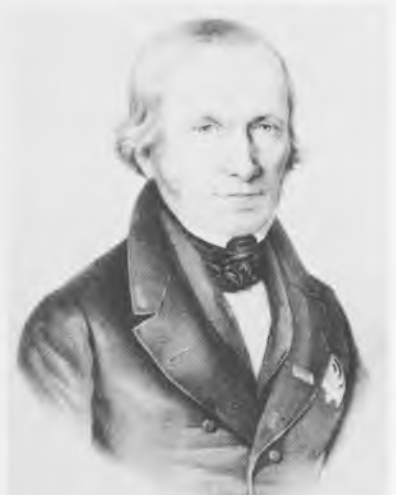
Christian Ludwig Runde

Christian Ludwig Runde (* 26. April 1773 in Kassel; † 25. Mai 1849 in Oldenburg) war ein deutscher Jurist und Präsident des Oberappellationsgerichts Oldenburg.

## Biographie
Runde entstammte einer Handwerker- und Bürgerfamilie, die seit dem 16. Jahrhundert in Wernigerode nachweisbar ist, und war der älteste Sohn des Göttinger Rechtswissenschaftlers und Professors Justus Friedrich Runde (27. Mai 1741 – 28. Februar 1807) und dessen erster Ehefrau Luise geb. Kriegsmann († 2. Dezember 1789).
Nach dem Besuch des Lyceums in Kassel und des Gymnasiums in Göttingen studierte er von 1791 bis 1795 Jura und Geschichte an der Universität Göttingen. Im Mai 1795 promovierte er mit einer Arbeit über die Interimswirtschaft auf den deutschen Bauernhöfen, die er im folgenden Jahr in erweiterter Fassung veröffentlichte. Er wurde dann Privatdozent in Göttingen, wo er Vorlesungen über Römisches und Deutsches Recht, Kirchenrecht, Preußisches Landrecht und Handelsrecht hielt. Im November 1799 erhielt er die Stelle eines Landesarchivars in Oldenburg. Neben dieser Tätigkeit wurde Runde bereits 1800 Mitglied der Literarischen Gesellschaft und übernahm eine Reihe zusätzlicher Aufgaben. Allmählich wechselte er in den Justiz- und Verwaltungsdienst des Landes. 1801 wurde er Assessor an der Regierungskanzlei und Mitglied des Konsistoriums, zwei Jahre später auch Mitglied der Kommission zur Wahrung der landesherrlichen Hoheitsrechte über die Römisch-katholische Kirche. Im Juli 1803 nahm er zusammen mit dem Etatsrat Johann Conrad Georg als Regierungskommissar die Ämter Vechta und Cloppenburg für Oldenburg in Besitz und gehörte 1804 einer Kommission zur Regelung der Grenzstreitigkeiten mit Bremen an. 1806 wurde er zum Kanzlei- und Regierungsrat befördert. Daneben war er wissenschaftlich und publizistisch tätig und veröffentlichte eine Reihe historischer und rechtshistorischer Aufsätze in den Blättern vermischten Inhalts, arbeitete an der von Gerhard Anton von Halem gegründeten Oldenburgischen Zeitschrift mit und gab mit diesem eine Sammlung der wichtigsten Actenstücke zur neuesten Zeitgeschichte heraus, die aber schon nach dem ersten Jahrgang eingestellt wurde. 1805 erschien die Arbeit über die Rechtslehre von der Leibzucht oder dem Altenteile auf deutschen Bauerngütern.
Nach der Einverleibung Oldenburgs in das Französische Kaiserreich ließ Runde sich im Februar 1811 aus dem Staatsdienst entlassen und übernahm zusammen mit dem Kammerrat Christoph Friedrich Mentz und dem Kammerjunker Wilhelm Ernst von Beaulieu-Marconnay die Vertretung der Interessen des im russischen Exil befindlichen Herzogs Peter I. und die Verwaltung seines Privatvermögens. Aus diesem Vermögen organisierten sie die Pensionszahlungen, da die eigentlichen Pensionskassen von den Franzosen beschlagnahmt worden waren, wodurch sich Runde gegenüber den Französischen Besatzern verdächtig machte und das Land verlassen musste. Er erhielt den Befehl nach Eutin zu gehen und wurde dort Mitglied der Regierung für das Fürstentum Lübeck, welches nicht von den Franzosen besetzt worden war. Im  November 1812 lehnte er eine Professur in Göttingen ab, da ihm Peter I. die feste Zusicherung für seine künftige Verwendung in Oldenburg gab.  Nach der Rückkehr des Herzogs wurde er im Januar 1814 Mitglied der provisorischen Regierungskommission, die als oberste Zentralbehörde des Herzogtums die Reorganisation der Verwaltung überwachen sollte. Im September 1814 wurde er zum Vizedirektor und im März 1817 zum Direktor der Justizkanzlei und des Konsistoriums ernannt. Er war Mitglied des Redaktionskomitees für das neue Strafgesetzbuch, das 1814 in Kraft gesetzt wurde und trat für die Schaffung der Staatsanwaltschaft ein. Runde unterstützte die Reform der Strafrechtspflege und seine Vorschläge bildeten die Grundlage für den Ausbau der Gerichtsverfassung und die Organisation der Justizverwaltung. Daneben spielte er eine wichtige Rolle bei der Regelung der Stellung der katholischen Kirche und setzte sich schon früh für die Errichtung eines oldenburgischen Vikariats ein.
Aus Anlass des 50. Jahrestages der Übertragung der Grafschaften Oldenburg und Delmenhorst an das Haus der Gottorfschen Oldenburger veröffentlichte er 1823 eine Kurzgefaßte Oldenburgische Chronik, die sich für die Zeit bis 1731 an Halems Geschichte des Herzogtums Oldenburg anlehnte und von da an auf selbst gesammelten Materialien bzw. eigenen Kenntnissen beruhte. Runde wollte mit diesem Werk  einen nüchternen Überblick über die Entwicklung des Landes geben und damit „die Ausbildung unseres gegenwärtigen Rechtszustandes“ schildern und historisch erklären. Am 31. Dezember 1829 wurde er zum Präsidenten des Oberappellationsgerichts ernannt und mit weiten, auf ihn persönlich zugeschnittenen, Kompetenzen ausgestattet. 1841 veröffentlichte er eine umfassende Studie über das Güterrecht der Ehegatten, die später die Grundlage für die einschlägige oldenburgische Gesetzgebung bildete. Seit Beginn der 1840er Jahre setzte er sich für die Gewährung einer landständischen Verfassung ein, da er überzeugt war, dass nur durch rechtzeitige Zugeständnisse eine revolutionäre Entwicklung vermieden werden könnte.
Als Reformkonservativer gehörte Runde zu dem kleinen Führungskreis der oldenburgischen Beamten, der über Jahrzehnte die Entwicklung des Landes maßgeblich bestimmte. Als enger Mitarbeiter Peters I. übte er nach 1814 einen entscheidenden Einfluss auf die Neugestaltung des Justizwesens des Großherzogtums Oldenburg aus und erhielt als Oberappellationsgerichtspräsident praktisch die Stellung eines Justizministers.

## Familie
Runde war seit dem 28. August 1801 verheiratet mit Johanna Helene Antonie geb. Loder (18. Mai 1780 – 20. März 1844), der Tochter des Jenenser Professors Ferdinand Christian Loder (1753–1832) und dessen erster Ehefrau Wilhelmine geb. Röderer. Von den insgesamt sechs Kindern des Ehepaares wurde Justus Friedrich (1809–1881) später Präsident des Oberkirchenrats.
Die Familie Runde wohnte in Oldenburg seit 1806 in der Gartenstraße 1. Das Haus wurde 1961 abgebrochen.

## Werke (Auswahl)
- Abhandlung der Rechtslehre von der Interimswirtschaft auf deutschen Bauerngütern nach gemeinen und besonderen Rechten. Göttingen. 1796 & 1832.
- Die Rechtslehre von der Leibzucht oder dem Altentheile auf deutschen Bauerngütern. 2 Bde. Oldenburg. 1805.
- Zusammen mit Gerhard Anton von Halem (Hrsg.): Sammlung der wichtigsten Actenstücke zur neuesten Zeitgeschichte nebst chronologischer Übersicht der merkwürdigsten Begebenheiten. Oldenburg. 1807.
- Rechtliche Grundsätze über die Verteilung der Einquartierungslast. Oldenburg. 1808.
- Kurzgefaßte Oldenburgische Chronik. Oldenburg'. 1823, 1831, 1862. Reprint Leer. 1974. Osnabrück. 1980.
- Patriotische Phantasien eines Juristen. Oldenburg. 1836.
- Deutsches eheliches Güterrecht. Oldenburg. 1841.
- Gemeines Recht für Deutschland. Oldenburg. 1845.